# 下淀站
下淀站是徐州地铁3号线的地铁站，位于中华人民共和国江苏省徐州市鼓楼区下淀路与下淀南路交叉口西南侧，于2021年6月28日开通。本站曾为3号线北端终点站。

## 车站结构
下淀站沿下淀路东西设置，为地下二层岛式站台车站，车站长366.6米，宽19.7至22.7米，车站地下一层为站厅层，地下二层为站台层，站台设置全高站台门。车站西侧设有一组交叉渡线，车站作为3号线北端终点站期间，列车使用交叉渡线站前折返，日常仅使用北侧站台。
| 地面              | 出入口 | 1、2、3出入口                                                                                           |
| 地下一层          | 站厅   | 客服中心、自动售票机、验票机                                                                            |
| 地下二层          | 站台   | \| \| \| █ 3号线往银山（白云山） \| \| 島式 · 開左邊车门 \| \| \| \| \| \| █ 3号线往振兴大道（杨庄） \| |
|                   |        | █ 3号线往银山（白云山）                                                                                 |
| 島式 · 開左邊车门 |        | |
|                   |        | █ 3号线往振兴大道（杨庄）                                                                               |

## 车站出口
下淀站共设3个出入口，各出口及周围设施如下所示：
| 出口编号            | 照片 | 出口指示       | 建议前往的目的地   |
| ------------------- | ---- | -------------- | ------------------ |
| 1 · 出口 · （设有） |      | 下淀路（北侧） | 铁路二九宿舍       |
| 2 · 出口            |      | 下淀路（南侧） | 徐州市第三十二中学 |
| 3 · 出口            |      | 下淀路（南侧） | 下淀农贸市场       |
| 图例： 设有         |      |                |                    |

## 接驳交通

### 公交车
- 下淀地铁站：3路，33路，55路，55路夜班，67路，73路，112路
- 二九宿舍：3路，33路，55路，55路夜班，67路，73路，112路，专23路

## 车站历史
本站工程名与正式站名均为下淀站，以车站所处的下淀社区命名。
- 2020年1月4日，车站主体结构封顶[2]。
- 2021年6月28日，车站随3号线一期通车开通[1]，为北端终点站。
- 2024年12月3日，3号线二期开通，车站不再为日常运营终点站[4]。